# Joan Murrel Owens
Joan Murrell Owens (Miami, 30 de junho de 1933 - Washington, 25 de maio de 2011) foi uma educadora e bióloga marinha americana especializada em corais. Ela recebeu diplomas em geologia, arte e orientação educacional e descreveu três novas espécies de corais-botão.

## Início da vida e família
Murrell nasceu em 30 de junho de 1933, em Miami, Flórida, filha de William Murrell e Leola Murrell. Ela era a mais nova de três irmãs. Seu pai era dentista.
Encorajada por seus pais desde cedo, Joan se interessou pela vida dos oceanos e esperava estudar profissionalmente a biologia marinha. Seu pai era um ávido pescador que levava a esposa e as filhas para pescar nas viagens de fim de semana, durante as quais, Owens se interessou pela vida marinha. Um de seus livros favoritos era O Mundo Silencioso, de Jacques Cousteau. Murrell se formou na Booker T. Washington High School de Miami em 1950, recebeu duas bolsas de estudos, uma da Pepsi-Cola Company e uma da Sarah Maloney (Art Scholarship) na Universidade Fisk. Joan entrou na Universidade Fisk em 1950. As bolsas subsidiavam parte de sua educação, mas seu pai ainda pagava a maior parte de sua mensalidade. No entanto, a universidade não oferecia um programa em ciências marinhas. Em vez disso, ela se formou em belas artes e recebeu seu diploma em 1954; cursou Matemática e Psicologia como disciplinas secundárias. Para se formar, Murrell entrou na Universidade de Michigan com a intenção de estudar arte comercial, mas mudou de foco. Ela recebeu um grau de Mestre em Ciências em orientação educacional, com ênfase na terapia da leitura em 1956.

## Ensino e pesquisa
Murrell ensinou por dois anos na Universidade do Hospital Psiquiátrico Infantil de Michigan e depois ingressou na Universidade Howard, em Washington, DC, em 1957, onde se especializou no ensino de inglês corretivo. Na década de 1960, se mudou para Newton, Massachusetts. Enquanto estava lá, projetou programas para o ensino de inglês a estudantes com desvantagens educacionais para o Instituto de Serviços à Educação. Este trabalho serviu de modelo para o programa Upward Bound do Departamento de Educação dos Estados Unidos.
Voltou para Washington e entrou na Universidade George Washington em 1970, com um interesse reforçado em biologia marinha e o incentivo de seu amigo e colega Philip Morrison. Como essa instituição não possuía nenhum curso de graduação em ciências marinhas, ela construiu um equivalente, se formando em geologia e, de forma secundária, em zoologia. Recebeu seu bacharelado em geologia em 1973 e seu mestrado em 1976. Continuando o trabalho em direção ao doutorado, voltou para Howard como professora de geologia em 1976. Como Owens era portadora de anemia falciforme, sua pesquisa foi limitada por sua incapacidade de mergulhar debaixo de água em busca de espécimes. Em vez disso, fez um projeto de laboratório na Smithsonian Institution, trabalhando com amostras de coral coletadas por uma expedição britânica em 1880. Sua pesquisa de doutorado dizia respeito a certas espécies de corais de botão do fundo do mar, um grupo de corais pedregosos que são distintos por não formarem colônias. Sua dissertação foi intitulada Alterações microestruturais nas famílias Escleractinianas Micrabaciidae e Fungiidae e suas implicações taxonômicas e ecológicas. Recebeu o seu doutorado na Universidade George Washington em 1984.
Agora publicando como Joan Murrell Owens, continuou o seu trabalho de laboratório no Smithsonian, classificando e estudando corais de botão, enquanto avançava para o posto de professora associada no departamento de geologia e geografia da Howard University em 1986. Descreveu o novo gênero Rhombopsammia e suas duas espécies em 1986, além de adicionar uma nova espécie ao gênero Letepsammia em 1994, nomeando-o como L. franki em homenagem a seu marido, Frank A. Owens. Ambos os gêneros estão na família Micrabaciidae.
Joan Owens foi transferida para o departamento de biologia de Howard em 1992, quando o departamento de geologia e geografia foi extinto e se aposentou do trabalho em tempo integral em 1995.

## Publicações relacionadas
- «Rhombopsammia, a New Genus of the Family Micrabaciidae (Coelenterata: Scleractinia)». Proceedings of the Biological Society of Washington. 99: 248–256
- «On the Elevation of the Stephanophyllia Subgenus Letepsammia to Generic Rank (Coelenterata: Scleractinia: Micrabaciidae)». Proceedings of the Biological Society of Washington. 99: 486–488
- «Letepsammia franki, a New Species of Deep-Sea Coral (Coelenterata: Scleractinia: Micrabaciidae)». Proceedings of the Biological Society of Washington. 107: 586–590